# 히노키나이촌
히노키나이촌(檜木内村)은 아키타현 센보쿠군에 있던 촌이다. 현재의 센보쿠시 북서부, 아키타 내륙 종관철도 아키타 내륙선 연선에 해당한다.

## 역사
- 1889년 4월 1일 - 정촌제 시행에 의해 2촌의 구역으로 성립하였다.
- 1956년 4월 1일 - 사이묘지촌과 합병해 니시키촌이 성립하였다. 동일 히노키나이촌이 폐지되었다.

## 교통
현재 구촌 지역에는 아키타 내륙 종관 철도 아키타 내륙선 우고나가토로역, 마쓰바역, 하고나카사토역, 사토오도리역, 가미히기우치역, 도자와역이 있지만, 당시에는 미개통 상태였다.